# Yoann Laousse Azpiazu

a Compétitions nationales et continentales officielles uniquement.

b Matchs officiels uniquement.
Dernière mise à jour le 18 février 2022.
Yoann Laousse Azpiazu, né le 20 août 1991 à Arcachon, est un joueur français de rugby à XV et international à sept qui évolue aux postes d'arrière et de demi d'ouverture. Il joue au sein de l'effectif du club français du Stade montois depuis 2015.

## Biographie
Issu d'une famille landaise (son second nom de famille provient de ses seules racines basques, héritées de son grand-père maternel) et né dans le Pays de Born, Yoann Laousse Azpiazu se destine d'abord au football dans ses premières années avant de se diriger vers le rugby à XV entre amis à l'âge de 10 ans. Vainqueur du championnat Côte d'Argent avec l'équipe junior du Parentis sport rugby en 2008, il est approché peu après par Jérôme Daret, directeur du centre de formation de l'US Dax. Il décline sa première offre pour se concentrer sur ses études scolaires, puis finit par accepter la seconde offre réitérée un an plus tard, en 2009. À cette époque, il compte alors profiter d'une saison en centre de formation professionnel et ensuite retourner dans l'équipe première de Parentis-en-Born. Il reste finalement au sein du club sud-landais. Demi d'ouverture de formation, il est redirigé au poste d’arrière peu de temps après son arrivée à Dax.
Il compte à son actif plusieurs sélections en équipe de France de rugby à sept, la première pour le Dubaï Sevens, comptant pour le tournoi 2010-2011 de l'IRB Sevens World Series.
Il prend part à sa première feuille de match en compétition professionnelle en janvier 2012. Alors qu'il possède toujours un statut de membre du centre de formation, il parvient lors de la saison 2012-2013 à décrocher une place de titulaire dans l'effectif dacquois, et partage le rôle de buteur (202 points, derrière les 235 points de Matthieu Bourret). À l'issue de la saison, il renouvelle son contrat avec l'US Dax, promu en équipe espoir pour un an, qui sera reconverti en contrat professionnel en 2014 pour un an supplémentaire,,.
En février 2015, il signe un pré-contrat de deux ans avec le club voisin du Stade montois. Son contrat est prolongé pour trois saisons en janvier 2018. Au terme de la saison 2017-2018, il intègre par la suite les Baby Barbarians, sélection qui regroupe les meilleurs joueurs français de Pro D2, pour une rencontre amicale internationale contre la Géorgie le 31 mai. Dans un match très serré de bout en bout, les Baby Babaas s'inlinent 16 à 15 à Tbilissi.

## Palmarès

### En équipe nationale à sept
- IRB Sevens World Series :
  - Tournoi du Japon de rugby à sept :
    - Vainqueur du Bowl : 2012[12]

  - Tournoi de Londres de rugby à sept :
    - Vainqueur du Shield : 2012[13]